# Steve Ellington
Steve Ellington (* 26. Juli 1941 in Atlanta, Georgia; † 22. März 2013 in Montgomery, Alabama) war ein amerikanischer Schlagzeuger des Modern Jazz, der wichtige andere Schlagzeuger wie Tony Williams, Billy Hart und Jack DeJohnette beeinflusste.

## Leben und Wirken
Ellington, ein Großneffe von Duke Ellington, hatte bereits als Kind Klavier- und Gesangsunterricht. Ab dem neunten Lebensjahr wendete er sich autodidaktisch dem Schlagzeug zu. Er spielte zunächst Rhythm and Blues, unter anderem mit Ray Charles. 1961 studierte er am Boston Conservatory of Music. Seit dieser Zeit arbeitete er mit Sam Rivers, an dessen Alben er mehrfach beteiligt war; eine weitere langjährige Zusammenarbeit gab es mit Dave Holland. Ellington arbeitete zudem mit Donald Byrd, Freddie Hubbard, Billy Eckstine, Hampton Hawes, Rahsaan Roland Kirk, Michel Petrucciani und Maxine Sullivan. Nur gelegentlich leitete er eigene Gruppen. In den 1990er Jahren arbeitete er überwiegend mit dem Trio von Hal Galper, das auf dem Album „Just Us“ um Jerry Bergonzi erweitert wurde.
Ellington war auch als Dozent tätig.

## Diskographische Hinweise
- Sam Rivers: A New Conception (1966)
- A Nite at Brothers Two (1970)
- Dave Holland Quintet: Jumpin' in (ECM 1983)
- Hal Galper: Live at Vartan Jazz (1995)
- Devere Pride Trio: ...As in a Morning Sunrise (2004)

## Lexigraphische Einträge
- Martin Kunzler: Jazz-Lexikon. Band 1: A–L (= rororo-Sachbuch. Bd. 16512). 2. Auflage. Rowohlt, Reinbek bei Hamburg 2004, ISBN 3-499-16512-0.